# No hubo remedio
Ça n'a pas pu être possible
L'eau-forte No hubo remedio (en français Ça n'a pas pu être possible) est une gravure de la série Los caprichos du peintre espagnol Francisco de Goya. Elle porte le numéro 24 dans la série des 80 gravures. Elle a été publiée en 1799.

## Interprétations de la gravure
Il existe divers manuscrits contemporains qui expliquent les planches des Caprichos. Celui qui se trouve au Musée du Prado est considéré comme un autographe de Goya, mais semble plutôt chercher à dissimuler et à trouver un sens moralisateur qui masque le sens plus risqué pour l'auteur. Deux autres, celui qui appartient à Ayala et celui qui se trouve à la Bibliothèque nationale, soulignent la signification plus décapante des planches.
- Explication de cette gravure dans le manuscrit du Musée du Prado :
A esta Santa Señora la persiguen de muerte! después de escribirla la vida la sacan en triunfo. Todo se lo merece, y si lo hacen por afrentarla, es tiempo perdido. Nadie puede avergonzar a quien no tiene vergüenza.'
(Ils poursuivent à mort cette Sainte Dame! après avoir décrit sa vie, ils la promènent en triomphe. Tout se mérite et s'ils le font pour l'affronter, c'est du temps perdu. Nul ne peut faire honte à celui qui n'a pas honte)[2].

- Manuscrit de Ayala :
Encorozada: era pobre y fea, ¿cómo había de haber remedio?
(Coiffée d'un capuchon : elle était pauvre et laide. Comment pouvait-on trouver une solution ?)[2].

- Manuscrit de la Bibliothèque nationale :
El bajo pueblo es el que se divierte con las encorozadas, que solo se castigan si son pobres y feas; entonces no hay remedio.
(Le bas peuple est celui qui se divertit des encapuchonnées que l'on punit si seulement elles sont pauvres et laides ; donc il n'y a pas de remède)[2].

## Technique de la gravure
L'estampe mesure 215 × 150 mm sur une feuille de papier de 306 × 201 mm.
Goya a utilisé l'eau-forte et l'aquatinte.

## Catalogue
- Numéro de catalogue G02112 au Musée du Prado.